# Dash Mihok
Dash Mihok es un actor y director estadounidense nacido el 24 de mayo de 1974 en Nueva York. Es conocido por interpretar a Brendan "Bunchy" Donovan en la serie de Showtime Ray Donovan.

## Carrera
Mihok empezó su carrera actoral trabajando en pequeños papeles en producciones locales de ciudad de Nueva York de Law & Order, NYPD Blue y New York Undercover.

## Filmografía
- Junction (2024) ... Matt
- Law & Order: Organized Crime (2021) (Serie) ... Reggie Bogdani
- Ray Donovan (2013-2020) ... Bunchy Donovan
- PayDay 2 (2013) (videojuego) ... Gage
- Silver Linings Playbook (2012) ... Oficial Keogh
- Law & Order: Criminal Intent (2010) (Serie) ... Damon Kerrigan (1 episodio)
- Law & Order (2009) (Serie) ... Bombero Walters (1 episodio)
- Punisher: War Zone (2008) ... Martin Soap
- I Am Legend (2007) ... Jefe Bogo
- Superheroes (2007) ... Ben Patchett
- Firehouse Dog (2007) ... Trey Falcon
- Sex and Death 101 (2007) ... Lester
- Hollywoodland (2006) ... Sargento Jack Paterson
- 10th & Wolf (2006) ... Junior
- Kiss Kiss Bang Bang (2005) ... Mr. Frying Pan
- Mojave (2004) ... Dom
- The Day After Tomorrow (2004) ... Jason Evans
- Connie and Carla (2004) ... Mikey
- Basic (2003) ... Mueller
- Dark Blue (2002) ... Gary Sidwell
- Johnny Flynton (2002) ... Johnny Flynton
- El gurú del sexo (2002) ... Rusty McGee
- One Eyed King (2001) ... Bug
- Finder's Fee (2001) ... Bolan
- Nailed (2001) ... Danny McGooch
- The Journeyman (2001) ... Walter P. Higgs III
- La tormenta perfecta (2000) ... Sargento Jeremy Mitchell
- Whiteboyz (1999) ... James
- The Thin Red Line (1998) ... Pvt. 1cl Doll
- Telling You (1998) ... Dennis Nolan
- Romeo + Juliet (1996) .... Benvolio
- Sleepers (1996) ... K.C.
- Foxfire (1996) ... Dana Taylor
- Murderous Intent (1995) (TV) ... Kevin
- Law & Order (1995) (Serie) ... Ethan Quinn (1 episodio)
- New York Undercover (1994) (Serie) ... Marcus (1 episodio)

- Datos: Q1171858
- Multimedia: Dash Mihok / Q1171858